# 19025 Артурпетрон
19025 Артурпетрон (19025 Arthurpetron) — астероїд головного поясу, відкритий 24 вересня 2000 року.
Тіссеранів параметр щодо Юпітера — 3,489.